# 英格蘭下議院
英格蘭下議院（英語：House of Commons of England）是指英格蘭國會（包含威爾斯）的下議院。英格蘭下議院最早從14世紀開始發展。到了1707年，當時的英格蘭國會和蘇格蘭國會通過《1707年聯合法令》，英格蘭與蘇格蘭合併成為大不列顛王國，英格蘭下議院被大不列顛下議院取代。1801年，隨著大不列顛王國和愛爾蘭王國經由《1800年聯合法令》合併，大不列顛下議院又被英國下議院取代。